# Rosenbadsparken
Rosenbadsparken (historiskt del av Röda Bodarna) är en park på Norrmalm i Stockholm. Parken ligger i triangeln mellan Fredsgatan och Strömgatan vid västra sidan av kvarteret Rosenbad. Parken fick sitt namn efter byggnaden Rosenbad år 2000. Platsen har tidigare kallats bara Rosenbad och (jämte  Rödbodtorget) Röda Bodarna.
I januari 2009 föreslog en enig namnberedning att parken skulle i fortsättningen hedra Tage Erlander och heta Tage Erlanders Park, men den borgerliga majoriteten i stadsbyggnadsnämnden sade nej. I ett pressmeddelande skrev stadsbyggnadsborgarrådet Kristina Alvendal att ”platsen framför statsministerns kansli av demokratiska skäl inte bör partipolitiseras”.
Sedan 1910 är parken smyckad med Anders Zorns fontänstaty Morgonbad. Den hade ställts ut på Konstindustriutställningen 1909 och skänktes sedan som gåva till Stockholms stad via en donation från grosshandlaren och konstsamlaren Herman Friedländer.
| Rosenbadsparken i maj 2015. |  | Rosenbadsparken i maj 2015. |
| Rosenbadsparken i maj 2015. |  |                             |